# Cursus honorum
Der cursus honorum (lateinisch ‚Ämterlaufbahn‘) war die traditionelle Abfolge der Magistraturen, die Politiker der Römischen Republik durchliefen und die prinzipiell noch in der römischen Kaiserzeit fortbestand.

## Anfänge und Allgemeines

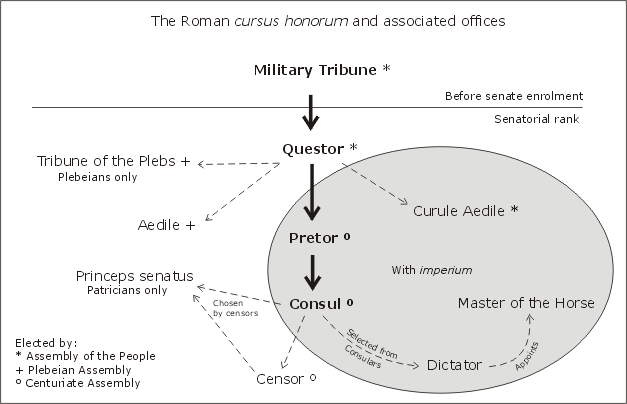
Der Römische cursus honorum, schematische Übersicht mit Erläuterungen in englischer Sprache

Mit der Abschaffung des (mythischen) Königtums übernahm der römische Senat die Befehlsgewalt über Rom. Wann Teile der Regierungsaufgaben auf jährlich gewählte Beamte, die Magistrate, übertragen wurden, ist nicht mehr zu rekonstruieren. Der Sage nach sollen 509 v. Chr. die ersten beiden Konsuln gewählt worden sein, eine Überlieferung, die aber vielfach bezweifelt wird. Vielleicht gab es zunächst nur einen praetor maximus.
In den folgenden Jahrhunderten bildeten sich die weiteren Ämter und deren übliche Reihenfolge aus:
1. Nach Ableistung eines zehnjährigen Militärdienstes – ab der späteren Republik reichte eine kürzere Zeit aus – konnte sich eine untergeordnete Verwaltungstätigkeit im Kollegium der vigintisexviri oder als Militärtribun anschließen.
2. Dann begann die eigentliche Laufbahn mit der Übernahme der Quästur.
3. Darauf folgten das Volkstribunat (ausschließlich von Plebejern bekleidet) und gegebenenfalls die Ädilität (keine verpflichtende Station des cursus).
4. Die Prätur war die erste hohe Magistratur.
5. Auf sie folgte als höchstes Amt das Konsulat.

Lange Zeit war es möglich, auch direkt in höchste Ämter gewählt zu werden, ohne zuvor niedrigere bekleidet zu haben. Gesetzlich verankert wurde der cursus 180 v. Chr. in der lex Villia annalis, und zwar als Reaktion auf die erhöhte Konkurrenz innerhalb der Nobilität. Ein entsprechender Antrag wurde 199 v. Chr. noch abgelehnt. Wer eines der Ämter des cursus honorum bekleidet hatte, wurde bei der Aufstellung der Senatslisten durch die Zensoren bevorzugt berücksichtigt und schließlich quasi automatisch in den Senat aufgenommen. Anfänglich nur auf Konsulat, Prätur und kurulische Ädilität bezogen, erhielten beginnend mit der Regentschaft Sullas ehemalige Quästoren und Volkstribune in dieser Weise ebenfalls lebenslange Sitze im Senat.

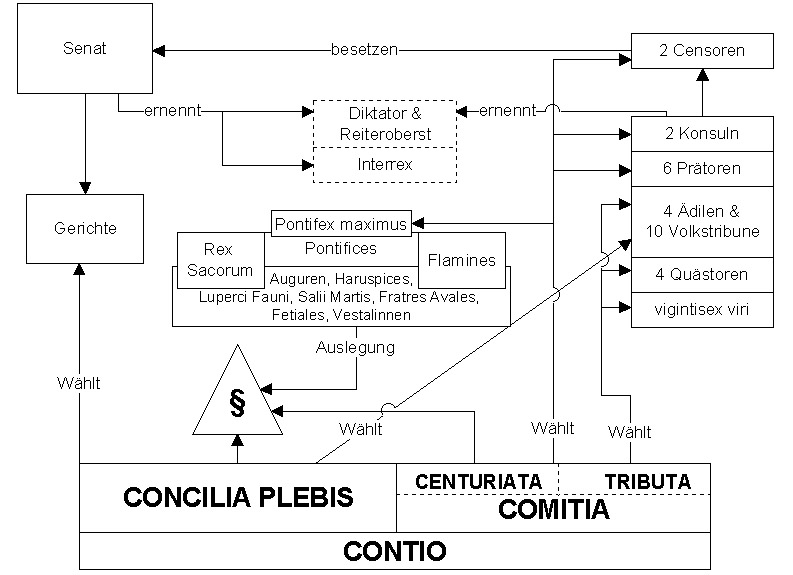
Schematische Darstellung des Staatsaufbaus der römischen Republik seit Sulla, also 78 v. Chr.

Zuständig für die Wahl der Magistrate waren die comitia: die niederen Magistraturen, deren Machtbefugnis als potestas bezeichnet wurde, wurden im concilium plebis (Volkstribune, plebeische Ädile) oder in den comitia tributa (Quästoren, kurulische Ädile) gewählt; die höheren, einst patrizischen beziehungsweise kurulischen Beamten (Prätoren, Consuln) mit militärischer Kommandogewalt (imperium), wurden von den Zenturiatskomitien (comitia centuriata) gewählt. Der Zeitpunkt des Amtsantritts verschob sich im Laufe der Geschichte offenbar immer mehr nach vorne. Im Jahr 153 v. Chr. schließlich wurde er zum letzten Mal verlegt: vom 15. März (den Iden des März) auf den 1. Januar. Da nach den eponymen Konsuln die Jahre benannt wurden, begann das römische Jahr fortan mit dem 1. Januar. Die Volkstribune traten ihr Amt bereits am 10. Dezember an.
Höhere Beamte durften mit Volk und Senat in Verhandlungen treten, gegen niedere Beamte vorgehen und Verhaftungen vornehmen. Ihnen stand eine je nach Amt festgelegte Zahl bewaffneter Liktoren zu. Während der Amtsperiode genossen sie Immunität, erst danach konnten sie für ihre Handlungen zur Verantwortung gezogen werden (vgl. Verres-Prozess).
In den ersten Jahrhunderten durften wahrscheinlich nur Patrizier die Ämterlaufbahn aufnehmen. Nach den Ständekämpfen im 4. Jahrhundert v. Chr. stand sie, jedenfalls theoretisch, allen römischen Bürgern offen. Aufgrund der (von der römischen Tradition so genannten und ins Jahr 367 v. Chr. versetzten) leges Liciniae Sextiae durfte (nach Livius: musste) sogar einer der beiden Konsuln Plebejer sein, der andere musste weiterhin Patrizier sein. Allerdings handelte es sich bei den Ämtern um reine Ehrenämter, so dass sich nur Abkömmlinge begüterter Familien politische Laufbahnen leisten konnten. Üblich war, die Wähler durch Bestechungen für sich zu gewinnen, und in der Regel investierten die Amtsinhaber große Summen ihres Privatvermögens zugunsten der Allgemeinheit, um in das nächsthöhere Amt gewählt zu werden. Deshalb kamen die meisten Bewerber für Ämter aus adeligen Familien, der nobilitas. Ein nichtadeliger Bewerber um ein Amt wurde als homo novus (wörtlich: „neuer Mensch“, übertragen: „Emporkömmling“) bezeichnet.
Ausgeschlossen vom cursus honorum waren, obwohl meist aus den ältesten und angesehensten Familien, die Flamines.
Bewerber um ein Amt mussten nach ihrer Zulassung während der Werbung um Wählerstimmen (ambitio) der Auffälligkeit halber eine besondere weiße Toga tragen: die toga candida. Die daraus abgeleitete Bezeichnung candidatus hat sich bis heute erhalten. Einen Amtsträger nannte man magistratus.
Neben der Solvenz war allen Magistraten gemeinsam, dass
- sie nur für ein Jahr gewählt wurden (Annuitätsprinzip),
- ihre Ämter mehrfach besetzt wurden (Kollegialität), wobei die Kollegen aufeinander Einfluss nehmen konnten (Interzessionsrecht),
- die unmittelbare Wiederwahl in dasselbe Amt nicht möglich war (Iterationsverbot),
- die Ämter in einer bestimmten Reihenfolge ausgeübt werden mussten (cursus),
- zwischen zwei Ämtern ein ämterloser Zeitraum von zwei Jahren liegen musste (Biennität) und
- nie zwei Ämter gleichzeitig ausgeübt werden durften (Kumulationsverbot).

Ein vorgeschriebenes Mindestalter wurde erstmals 180 v. Chr. in der lex Villia annalis festgeschrieben: Nach zehn Jahren Militärdienst konnte man erstmals mit 27 für die Quästur kandidieren. Zwischen den Magistraturen sollte eine Pause von zwei Jahren eingelegt werden. Bei zwei Konsulaten sollten theoretisch zehn Jahre eingeschoben werden. Gerade die letzte Regelung wurde gegen Ende der Republik mehrfach verletzt, so war Gaius Marius von 107 v. Chr. an sechsmal in Folge Konsul.
Nach Ablauf der Amtsperiode konnte das imperium von Konsuln und Prätoren verlängert werden (prorogatio) und aus ihnen wurden sog. Promagistrate.
Staatsämter, die außerhalb des cursus honorum standen, für die aber dennoch die Bekleidung eines der höchsten Ämter des cursus als Voraussetzung galt, waren:
1. die Zensur (zwei Zensoren); als Zensor waren nur ehemalige Konsuln wählbar.
2. die Diktatur (nicht aber der Magister equitum); wurde nur in Kriegszeiten im Auftrag des Senates und meist auf dessen Vorschlag hin von einem der Konsuln ernannt.
3. die Zwischenkönigschaft.

Neben den politischen hatten die Magistrate auch sakrale Funktionen, so gemeinsam mit den Priestern beispielsweise die Befragung der Götter.

## Reformen des Sulla und Ende der Republik
Sulla initiierte 81 v. Chr. die lex de magistratibus, die die Beamtenlaufbahn verbindlich regelte. So durfte niemand für das Konsulat kandidieren, der nicht zuvor Prätor gewesen war. Gleichzeitig passte er die Anzahl der Amtsträger an die gewachsenen Bedürfnisse des Weltreichs gegenüber dem Stadtstaat an:
Der cursus honorum umfasste nach Sulla:
1. eine Position im Kreis der vigintisexviri
2. Quästur, 20 Quästoren, Mindestalter zunächst 28, später 31 Jahre
3. Volkstribunat, 10 Volkstribune oder
 Ädilität, 4 Ädile, Mindestalter 37 Jahre (die Ädilität war nicht vorgeschrieben, aber förderlich, um aufwändige Spiele ausrichten und hierdurch die weitere Karriere positiv beeinflussen zu können)
4. Prätur, 8 Prätoren, Mindestalter 40 Jahre
5. Konsulat, 2 Konsuln, Mindestalter 43 Jahre

Die Promagistratur wurde nun zu einer verpflichtenden einjährigen Statthalterschaft in einer der Provinzen im Anschluss an die Prätur und das Konsulat. Weil Sulla den Senat vergrößern wollte, wurde ein Magistrat nun schon nach der Quästur automatisch in den Senat aufgenommen, ohne dass die Zensoren dies noch bestätigen mussten.
Die lex Cornelia de tribunis plebis, die die Macht der Volkstribune beschränkte und die weitere politische Laufbahn unmöglich machte, wurde bald nach Sullas Tod rückgängig gemacht. Von den übrigen Regeln wurde in der späten römischen Republik mitunter abgewichen, so erhielt Pompeius, ohne je ein Amt ausgeübt zu haben, 77 v. Chr. ein prokonsularisches imperium für die Provinz Hispania citerior und wurde 70 v. Chr. direkt Konsul.
Seit den Reformen Sullas fanden Wahlen normalerweise im Monat Quintilis (Iulius) statt. Da Sulla der Klasse der Patrizier und Eques das Hauptgewicht bei den Wahlen vergab, waren unter seiner Regierung die Stimmen der übrigen Wähler so gut wie unwirksam. Die Gewählten traten ihr Amt am 1. Januar des Folgejahres an. Nur wenigen gelang es, so beispielsweise Cicero, alle Ämter suo anno, also im frühestmöglichen Alter zu bekleiden.

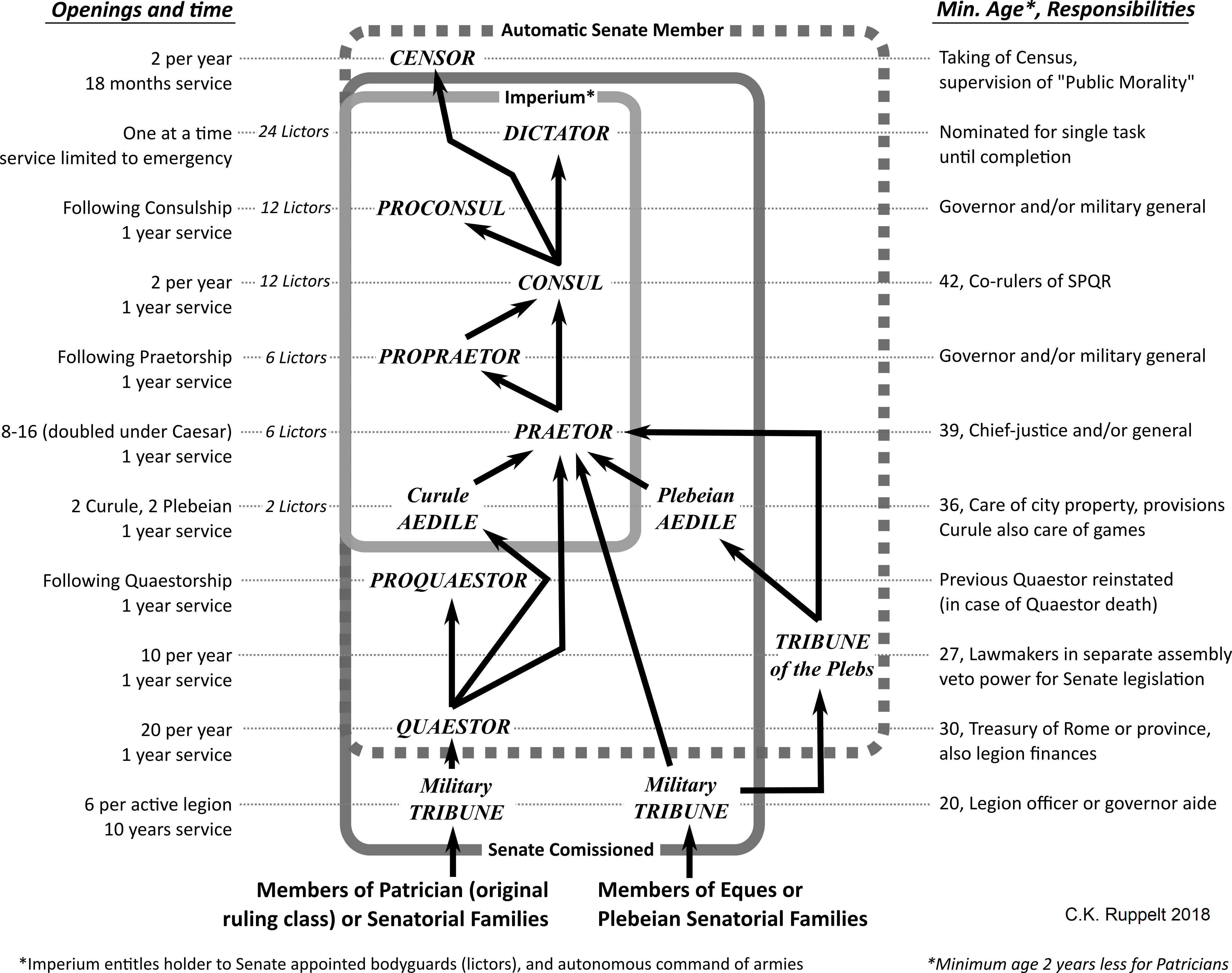
Schematische Darstellung der Karrierewegen und Positionen im Cursus honorum zur Zeit von Julius Caesars Aufstieg im 1. Jahrhundert v. Chr.

Caesar erhöhte die Zahl der Prätoren und Ädile um 2.

## Kaiserzeit
Nachdem Augustus mit dem Prinzipat eine faktische Alleinherrschaft errichtet hatte, waren die republikanischen Ämter weitgehend überflüssig geworden. Trotzdem behielten sie ihr Prestige, und so bestanden Volkstribunat, Prätur und Konsulat bis weit in die Spätantike hinein fort (der letzte nichtkaiserliche Konsul bekleidete das Amt im Jahr 541 unter Kaiser Justinian). Allerdings wurden die Magistrate seit 14 n. Chr. nicht mehr vom Volk gewählt, sondern vom Senat oder vom Kaiser selbst ernannt. Auch das Eintrittsalter wurde schrittweise erheblich herabgesetzt.
Daneben schuf Augustus eine eigene Ämterlaufbahn für die Ritterschaft, die von militärischen Kommandos in den Legionen über Verwaltungstätigkeiten als kaiserliche Prokuratoren (procurator Augusti) zur Präfektur, einem hohen militärischen oder administrativen Leitungsamt, führte, das auch statthalterähnliche Funktionen in einer Randprovinz beinhalten konnte (bekanntestes Beispiel ist Pontius Pilatus). Zum Teil konnten auch Männer aus einfachen Verhältnissen oder Notabeln aus den Städten über bestimmte Ämter in den Ritterstand aufsteigen, der sich durch größere soziale Durchlässigkeit von unten und nach oben auszeichnete als der Senatorenstand und dessen soziales und politisches Gewicht im Laufe der Kaiserzeit stark zunahm. Bereits im 1. Jahrhundert sind Fälle dokumentiert, in denen sich Nichtadelige vom Legionär über den obersten Zenturio (Primus Pilus) zum ritterlichen Kohortenpräfekten und in einem Fall sogar zum Prätorianerpräfekten hochdienen konnten. Als beispielhaft gilt auch die Laufbahn des Marcus Bassaeus Rufus, der dieses Amt unter Antoninus Pius innehatte. Generell war die ritterliche Laufbahn stärker auf militärische Führungsposten sowie auf das Finanzwesen ausgerichtet als der von vornherein auf ein politisches Amt hin zielende cursus honorum.